# Karosa LC 735
Karosa LC 735 (русск. «каро́са эл цэ се́дм сет тршице́т пет (бод) тиси́ц тршице́т еде́н») — высокопольный междугородный автобус, производившийся в городе Високе-Мито компанией Karosa в 1983—1991 годах. Пришёл на смену автобусу Karosa ŠD 11.

## Производство
Первый прототип автобуса Karosa LC 735 был произведён в 1977 году под названием LC1. В 1982 году было изготовлено два экземпляра LC 735, один из них опытный, а второй принадлежал премьер-министру Чехословакии. Серийное производство началось в 1983 году и продолжалось до 1991 года, когда именно их производство было прекращено в первую очередь из-за требования более высокого комфорта для пассажиров, что было связано с социально-экономическими изменениями в конце 80-х годов XX века.

## Конструкция
Автобус Karosa LC 735 является производной моделью от автобуса Karosa C 734 — базовой модели Karosa 700. Кузов автобуса полусамонесущий, рамный. Двигатель расположен сзади. Вход производится через одну автоматическую дверь. Дополнительно установлена задняя аварийная дверь. Внизу присутствуют багажники объёмом 5 м3. Над сиденьями присутствуют багажные полки для ручной клади. В передней двери присутствует откидное сидение.

## Модификации
- Karosa LC 735.00
- Karosa LC 735.20
- Karosa LC 735.22
- Karosa LC 735.40
- Karosa LC 735.1011

## Галерея

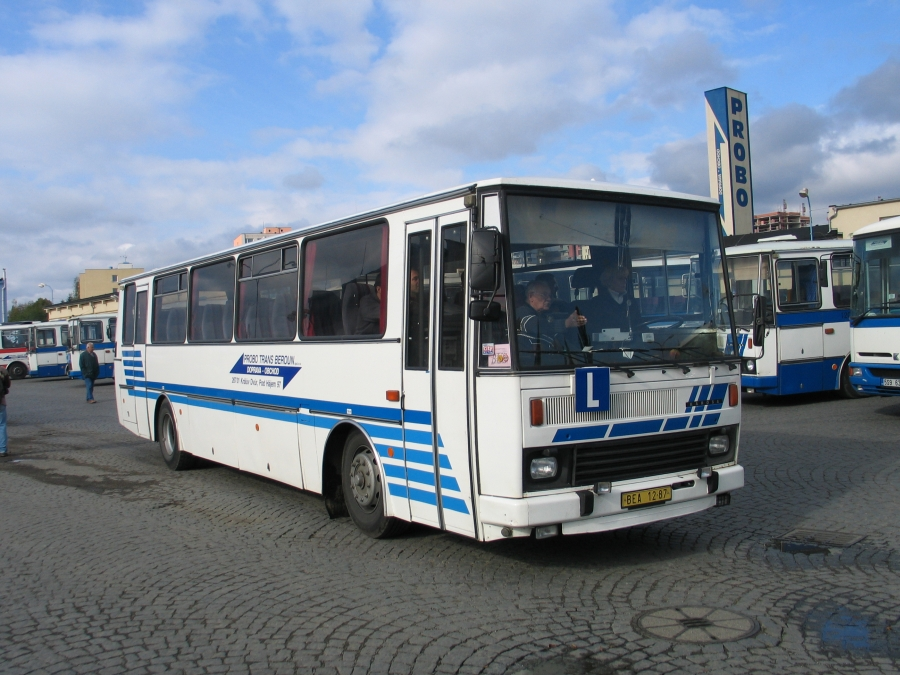
Karosa LC 735
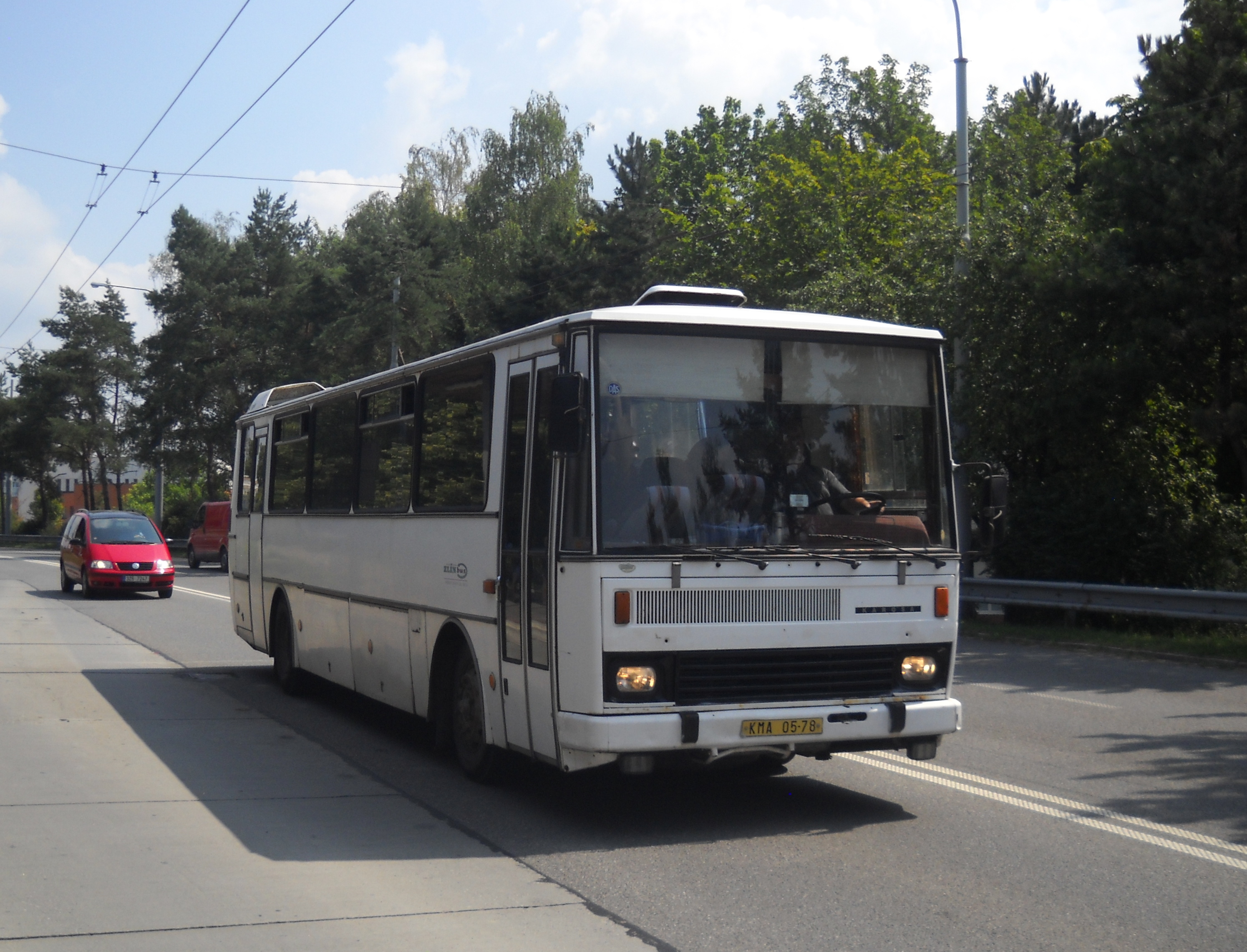
Karosa LC 735 в Злине